# Peter Zahn (Bibliothekar)
Peter Zahn (* 9. Oktober 1936 in Nürnberg) ist ein deutscher Bibliothekswissenschaftler.

## Leben
Nach der Promotion zum Dr. phil. 1964 in München wurde er 1987 Professor an der FU Berlin. Er war Professor an der HU Berlin (1994–1998).
Seine Lehr- und Forschungsgebiete sind Buch- und Schriftgeschichte, Epigraphik der Neuzeit, Sozialgeschichte Nürnbergs im 16./17. Jh. und Fragmentforschung.

## Schriften (Auswahl)
- Beiträge zur Epigraphik des sechzehnten Jahrhunderts. Die Fraktur auf den Metallinschriften der Friedhöfe St. Johannis und St. Rochus zu Nürnberg. Kallmünz 1966, OCLC 1270311095.
- Neue Funde zur Entstehung der Schedelschen Weltchronik 1493. Nürnberg 1974, OCLC 499836205.
- mit Renate Rohde und Rosemarie Werner: Bibliothekarausbildung und Bibliothekswissenschaft in Berlin bis 1994. Berlin 1998, OCLC 76411086.
- (Hrsg.): Hilfe für Juden in München. Annemarie und Rudolf Cohen und die Quäker 1938–1941. München 2013, ISBN 978-3-486-71732-7.

| Personendaten    | Personendaten                        |
| ---------------- | ------------------------------------ |
| NAME             | Zahn, Peter                          |
| KURZBESCHREIBUNG | deutscher Bibliothekswissenschaftler |
| GEBURTSDATUM     | 9. Oktober 1936                      |
| GEBURTSORT       | Nürnberg                             |